# Damalis chelomakolon
Damalis chelomakolon är en tvåvingeart som beskrevs av Jason Gilbert Hayden Londt 1989. Damalis chelomakolon ingår i släktet Damalis och familjen rovflugor.
Artens utbredningsområde är Moçambique. Inga underarter finns listade i Catalogue of Life.